# Tamara Trunova
Tamara Viktorovna Trunova (nascuda el 5 de maig de 1982) és una directora de teatre ucraïnesa, la directora en cap del Teatre Acadèmic de Drama i Comèdia de Kíev a la riba esquerra del Dnieper.

## Biografia
Trunova va néixer a Nova Kakhovka, óblast de Kherson.
Es va graduar a l'institut amb medalla d'or. Més tard es va graduar com a traductor a la Universitat Lingüística Nacional de Kíev (1999-2004). Va estudiar direcció al Universitat Nacional de Teatre, Cinema i Televisió IK Karpenko-Kary de Kíev (departament de direcció, curs d'Eduard Mitnitsky), del qual es va graduar el 2009. En el període de 2008 a 2013, va ensenyar al curs de direcció d'Eduard Mitnitsky. Des del 2018, Trunova és la directora artística del curs de direcció per correspondència de la Universitat Nacional de Teatre, Cinema i Televisió IK Karpenko-Kary de Kíev.
Des del 2011, treballa al Teatre Dramàtic i Comèdia de la riba esquerra del Dnieper. Entre els seus èxits hi ha produccions als cinemes de Kíiv i d'Ucraïna. Treballa com a membre del jurat en festivals ucraïnesos i internacionals (com per exemple el British Edinburgh Fringe de 2016). També ha participant i guanyat concursos de teatre, per exemple, el seu programa teatral "Taking the Stage" al British Council d'Ucraïna.
Des del 12 d'abril de 2019, Trunova és la directora en cap del Teatre Acadèmic de Drama i Comèdia de Kíev a la riba esquerra del Dnieper.
Tamara Trunova ha dirigit més de 20 produccions a Ucraïna i a l'estranger.